# Olga Badelka
Olga Badelka (en bielorruso: Вольга Бадэлька; en ruso: Ольга Баделько)  (Maguilov, 8 de julio de 2002) es una ajedrecista bielorrusa, actualmente jugadora de Austria, que ostenta el título FIDE de Maestra Internacional, otorgado en 2019. En 2021, formó parte del equipo de ajedrez de la Universidad de Misuri, en Estados Unidos.

## Carrera
Olga Badelka ha ganado en varias ocasiones el Campeonato Juvenil de Ajedrez femenino de Bielorrusia en diferentes categorías de edad: Sub-16 (2017), Sub-18 (2017) y Sub-20 (2016).
Representó repetidamente a Bielorrusia en los Campeonatos Europeos Juveniles de Ajedrez y en los Campeonatos Mundiales Juveniles de Ajedrez en diferentes grupos de edad, donde ganó cinco medallas: oro (en 2017, en el Campeonato Europeo Juvenil de Ajedrez en el grupo de edad de chicas Sub-16), tres platas (en 2012, en el Campeonato Mundial Juvenil de Ajedrez en el grupo de edad de chicas Sub-10, y en 2018, en el Campeonato Europeo Juvenil de Ajedrez en el grupo de edad de chicas Sub-16, y en 2019, en el Campeonato Europeo Juvenil de Ajedrez en el grupo de edad de chicas Sub-18) y bronce (en 2014, en el Campeonato Mundial Juvenil de Ajedrez en el grupo de edad de chicas Sub-12).
En 2013, ganó el Campeonato Mundial Escolar de Ajedrez en el grupo de edad de niñas Sub-11. Jugó cuatro veces para Bielorrusia en las Olimpiadas Mundiales de Ajedrez Juvenil Sub-16 (2014-2017).
En 2017, en Riga, participó en el Campeonato de Europa Individual Femenino de Ajedrez.
Badelka jugó con Bielorrusia en las Olimpiadas Femeninas de Ajedrez:
- En 2016, en el tercer tablero en la 42ª Olimpiada de Ajedrez (femenino) en Bakú (+5, =3, -2);[13]
- En 2018, en primer tablero en la 43ª Olimpiada de Ajedrez (femenina) en Batumi (+3, =5, -1).[14]

En 2017, recibió el título de Mujer Maestra Internacional (WIM) de la FIDE. Recibió los títulos de Maestra Internacional (MI) y Mujer Gran Maestra (WGM) en 2019.
En 2021 ingresó en la Universidad de Misuri (Estados Unidos), donde se unió al equipo de ajedrez de la universidad y se especializó en lingüística.